# 167街車站 (IRT傑羅姆大道線)
167街車站（英語：167th Street station）是紐約地鐵IRT傑羅姆大道線的一個慢車地鐵站，位於布朗克斯167街及河流大道交界，設有4號線（任何時候停站）列車服務。

## 車站結構
| 月台層 | 側式月台 | 側式月台                                                        |
| 月台層 | 北行慢車 | ← 往伍德羅恩 (170街) ← 往伯恩賽德大道 (部分繁忙時段列車) (總站) |
| 月台層 | 尖峰快車 | → 無定期服務                                                    |
| 月台層 | 南行慢車 | → 往皇冠高地-猶提卡大道 (深夜往新地段大道) (161街-洋基體育場) → |
| 月台層 | 側式月台 |                                                                 |
| 夾層   | 夾層     | 閘機、車站詢問處、Metrocard自動售票機                           |
| Ground | 街道層   | 出入口                                                          |

此站設有兩個側式月台和三條軌道。車站於1917年啟用，並於1918年7月1日加入額外的第九大道高架服務並於2004年翻新。

## 外部連結

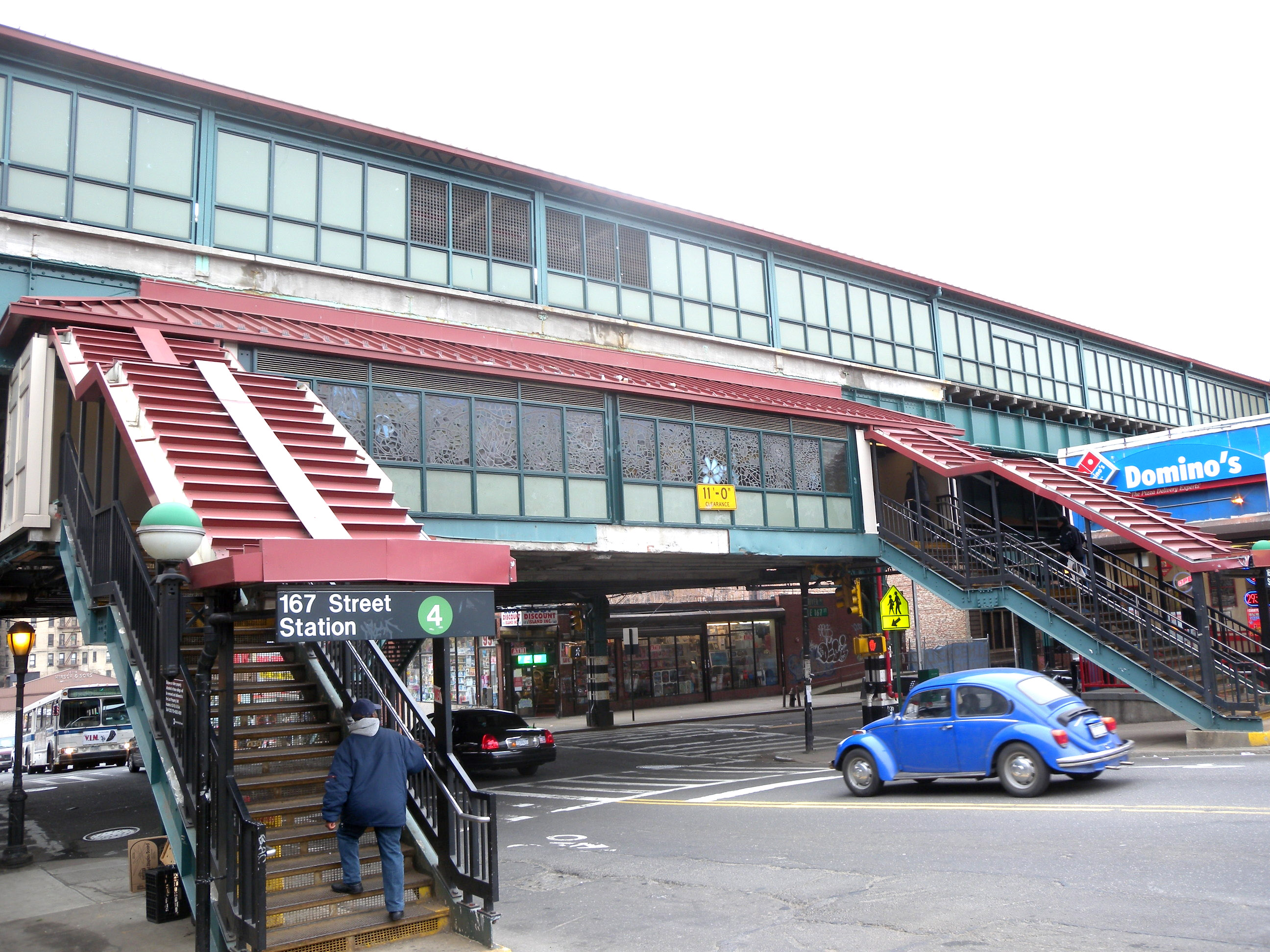
東梯

- nycsubway.org—IRT Woodlawn Line: 167th Street
- nycsubway.org—9th Avenue El:
- nycsubway.org — A Bronx Reflection Artwork by Carol Sun (2006)（页面存档备份，存于）
- Station Reporter — 4 Train
- Forgotten NY: Subways and Trains — 9th Avenue Line（页面存档备份，存于）
- . Station Reporter.   [2009-01-25]. （原始内容存档于2014-12-05）.
- The Subway Nut — 167th Street Pictures（页面存档备份，存于）
- MTA's Arts For Transit — 167th Street (IRT Jerome Avenue Line)
- 167th Street entrance from Google Maps Street View（页面存档备份，存于）
- Platforms from Google Maps Street View（页面存档备份，存于）